# Bătălia de la Liegnitz
Bătălia de la Liegnitz (în poloneză Bitwa pod Legnicą, în germană Schlacht bei Liegnitz sau Schlacht bei Wahlstatt) a fost o bătălie între forțele mongole și forțele combinate europene (poloneze și germane) sub comanda ducelui silezian Henric al II-lea cel Pios, care a avut loc pe data de 9 aprilie 1241 lângă localitatea Liegnitz din Silezia. Această bătălie a avut loc cu două zile înaintea Bătăliei de la Mohi, care a deschis calea spre devastarea Regatului Ungariei de către tătari. 
În bătălia de la Liegnitz europenii au suferit o înfrângere majoră, lupta încheindu-se cu distrugerea aproape în întregime a forțelor europene, precum și cu decapitarea ducelui Sileziei, totodată regent al Poloniei. Invazia spre vest a forțelor tătare a fost însă oprită de moartea subită a marelui han tătar, deși tătarii au mai efectuat scurte incursiuni în Polonia în anii 1259, 1286 și 1287. 